# Олешківці
О́лешківці (пол. Oleszkowce) — село в Україні, у Гвардійській сільській територіальній громаді Хмельницького району Хмельницької області.

## Історія
Олешківці доволі старе село йому близько 500 років, але його назва була іншою, а саме «Воронувка».
Як відомо раніше в селі були пани і більшість населення було кріпаками. Після скасування кріпосного права зруйновано панське помістя та сад. Тепер на місці зруйнованого панського двору не залишилось абсолютно нічого.
1993 році в Олешківцях було облаштовано каплицю у будинку одного зі місцевих селян. Наступного року розпочалось будівництво мурованого костелу, яке завершилось 1999 року. 16 жовтня 1999 року єпископ Ян Ольшанський консекрував цей храм.

## Населення
Населення становить 224 осіб на 2001 рік.
Село має польське коріння, тому значна частина населення говорить на діалектній польській мові.

## Релігія
Багато жителів села католики, тому в їхній звичай входить відвідування костелу. Селі знаходиться:
- Костел Непорочного Серця Діви Марії.

## Галерея

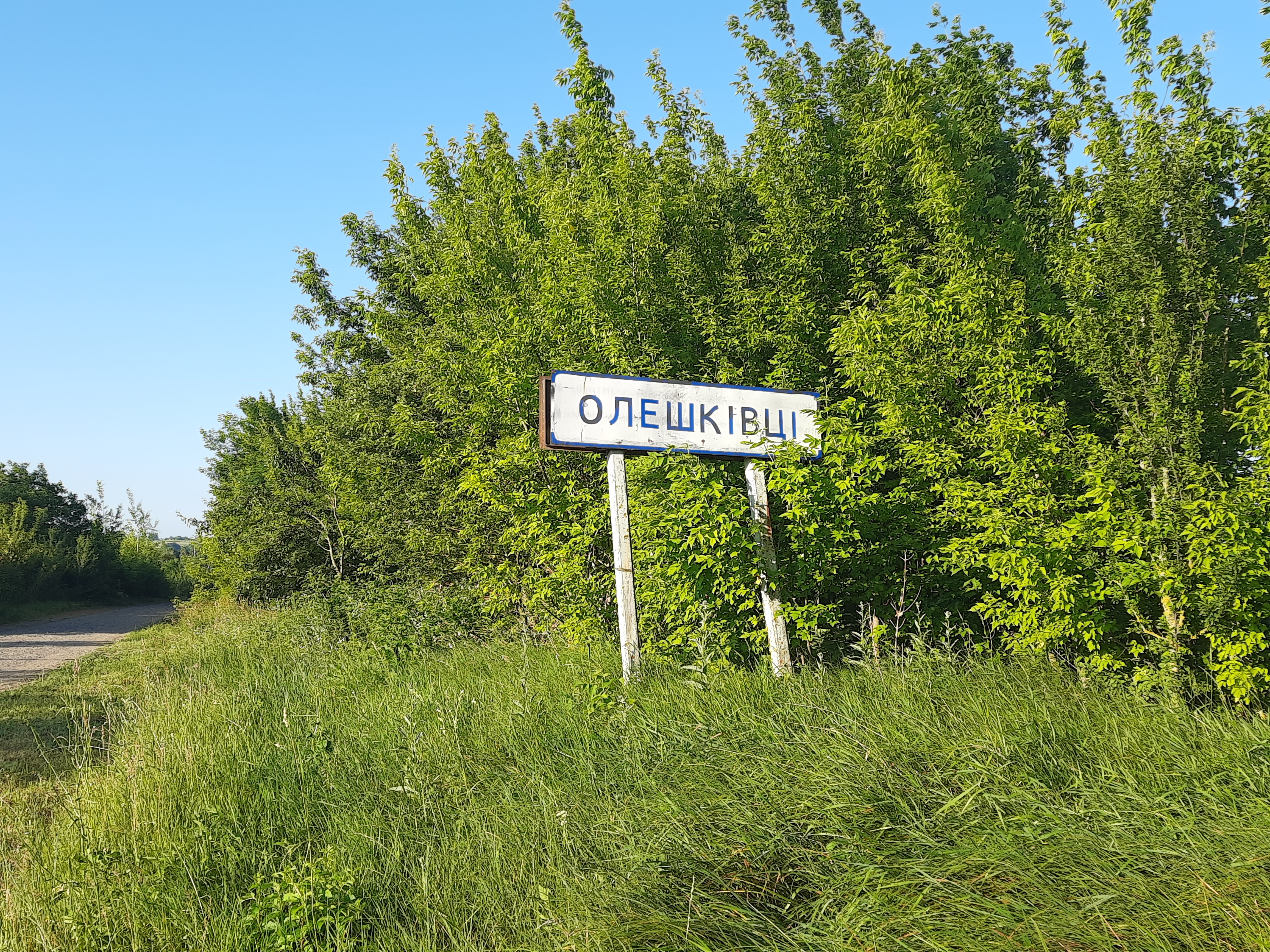
Дорожній знак при в'їзді в село
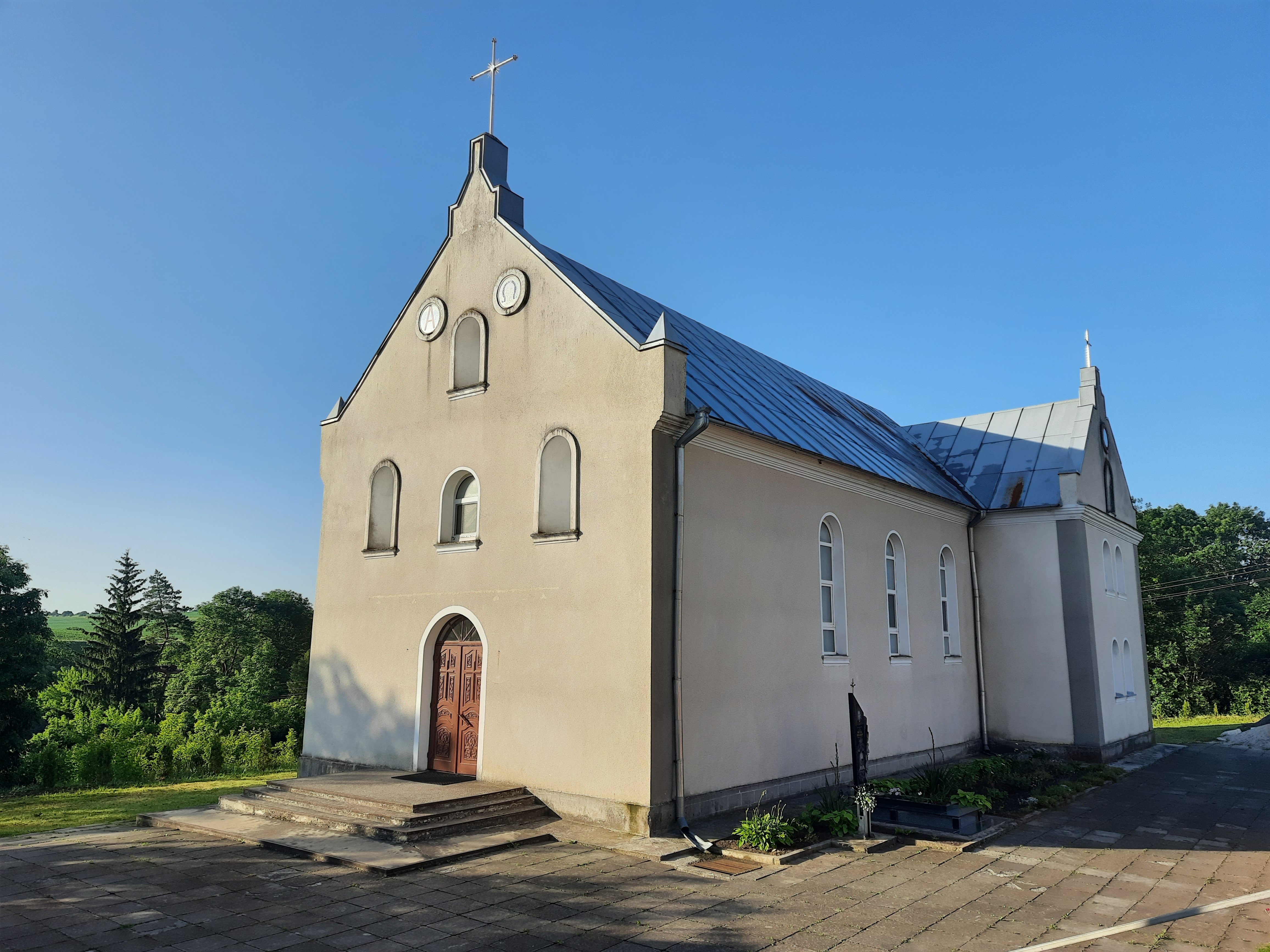
Костел Непорочного Серця Діви Марії
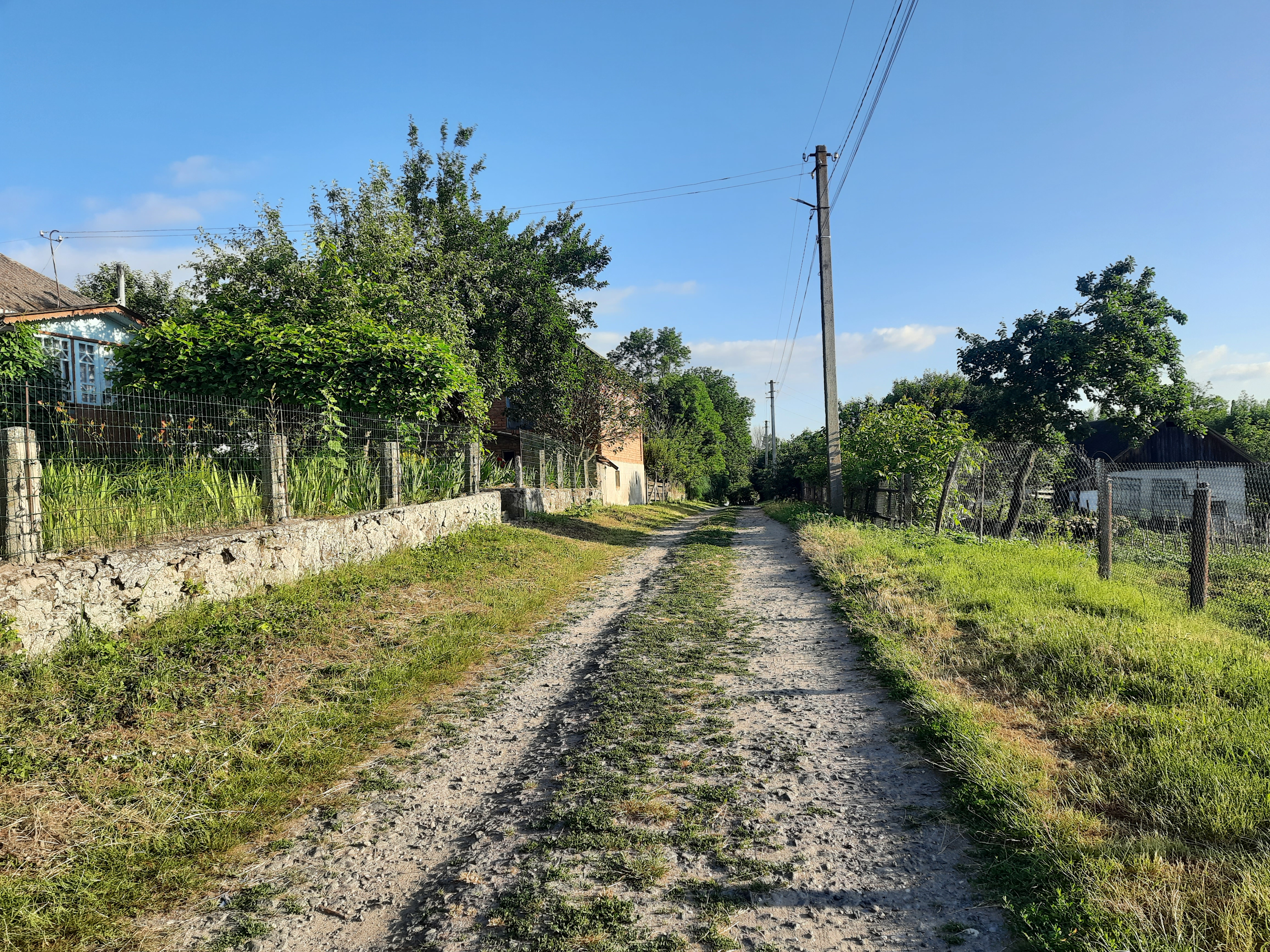
Сільська вулиця
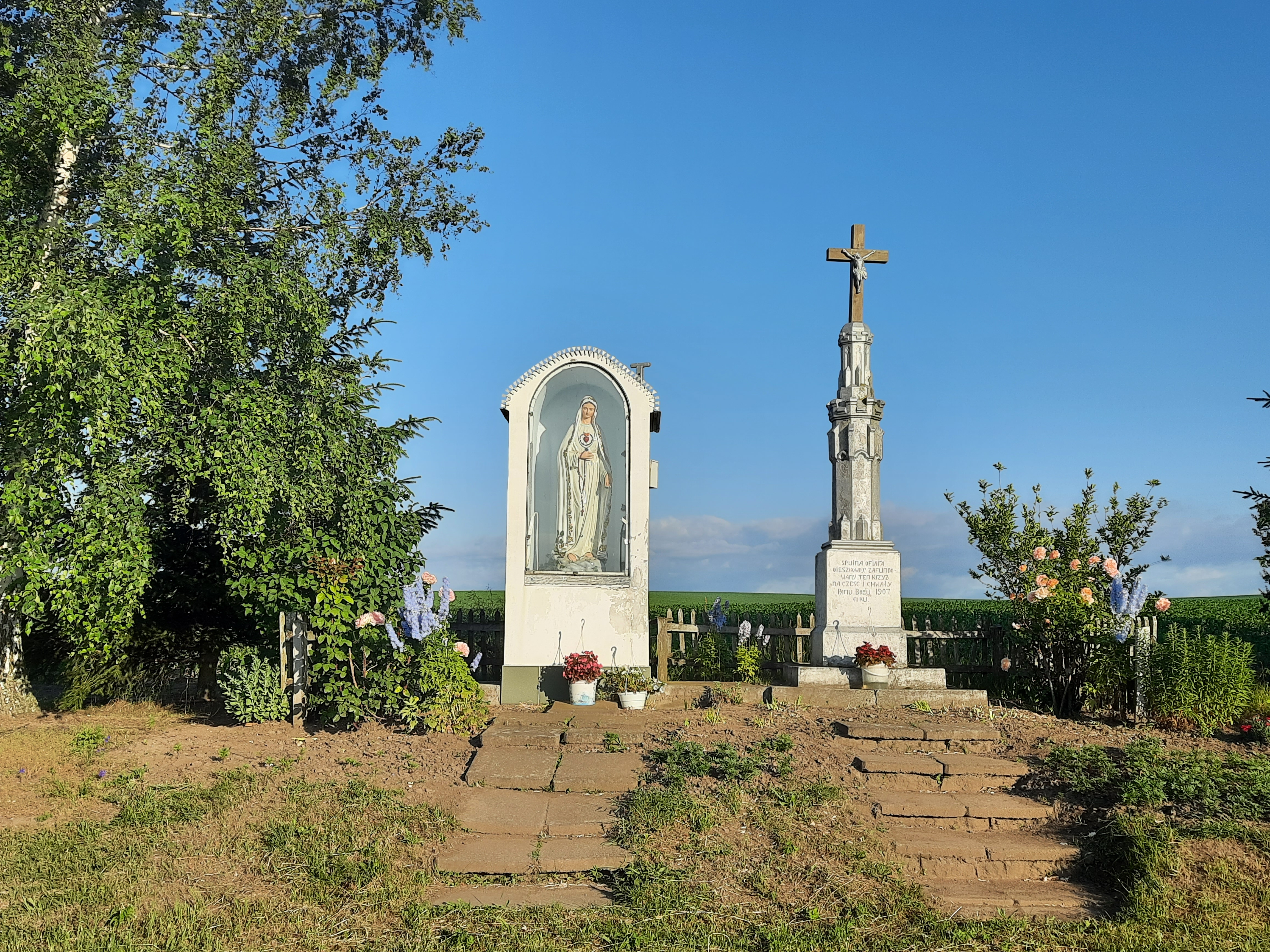
Капличка
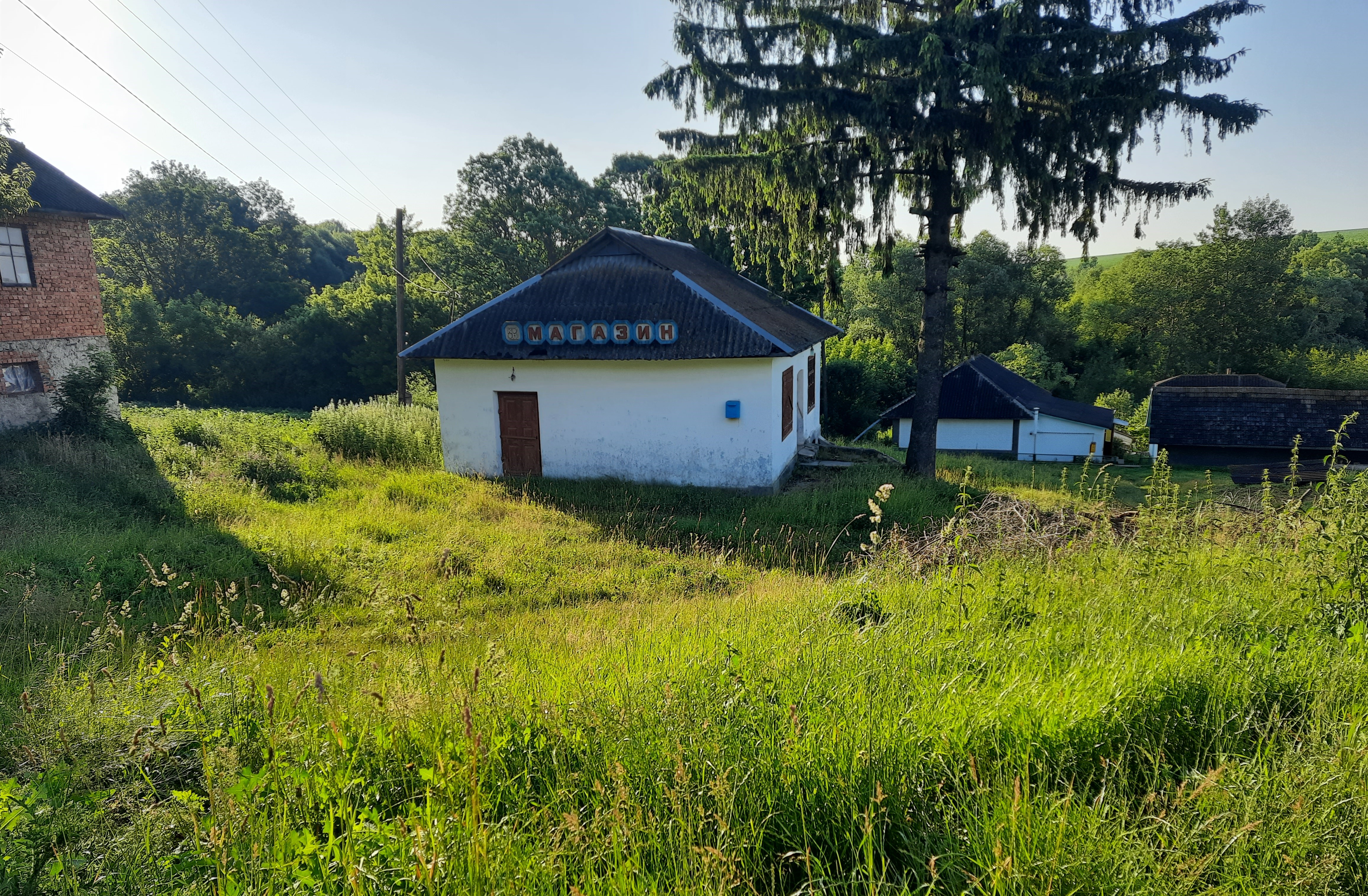
Крамниця
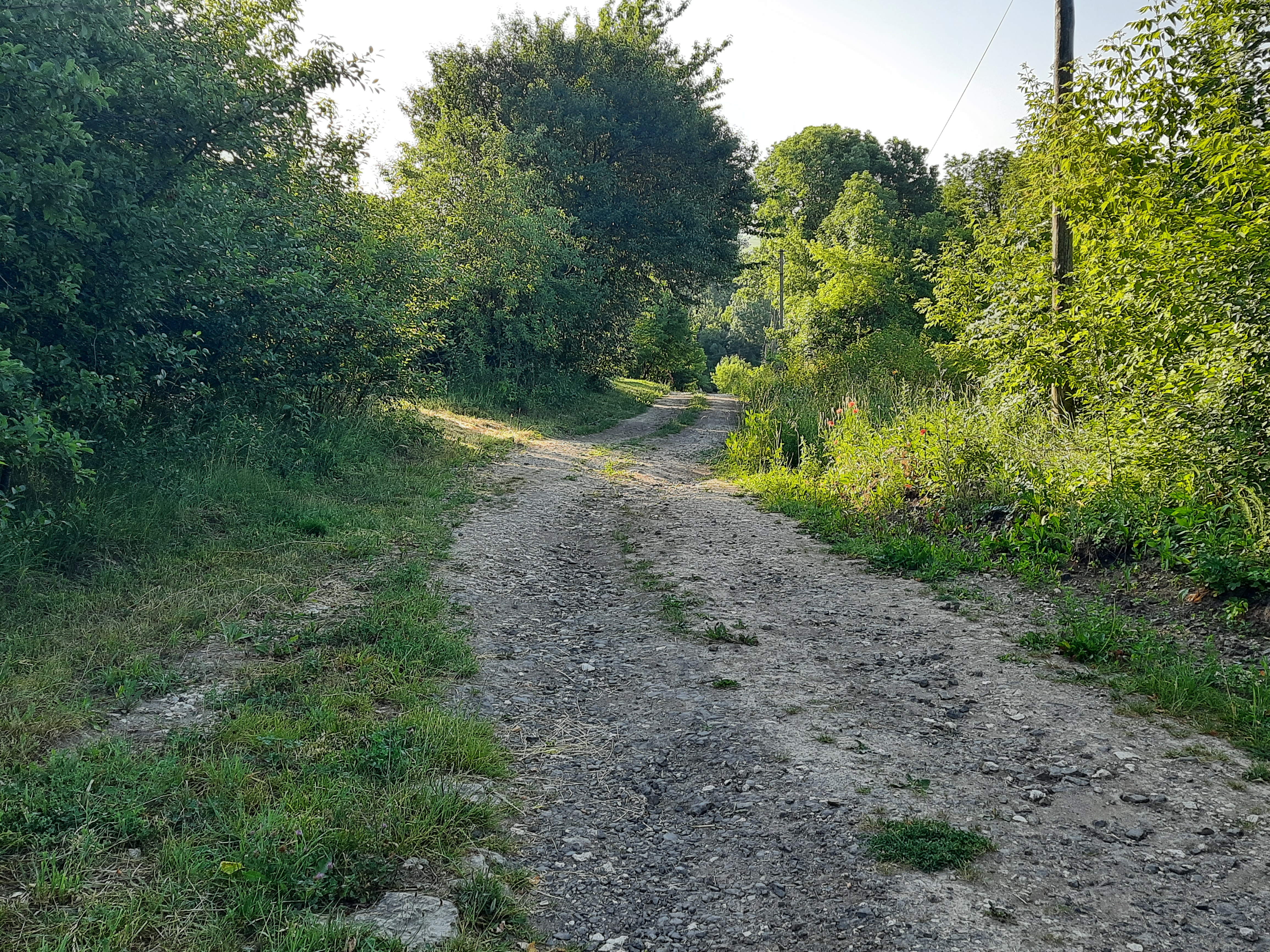
Околиця села
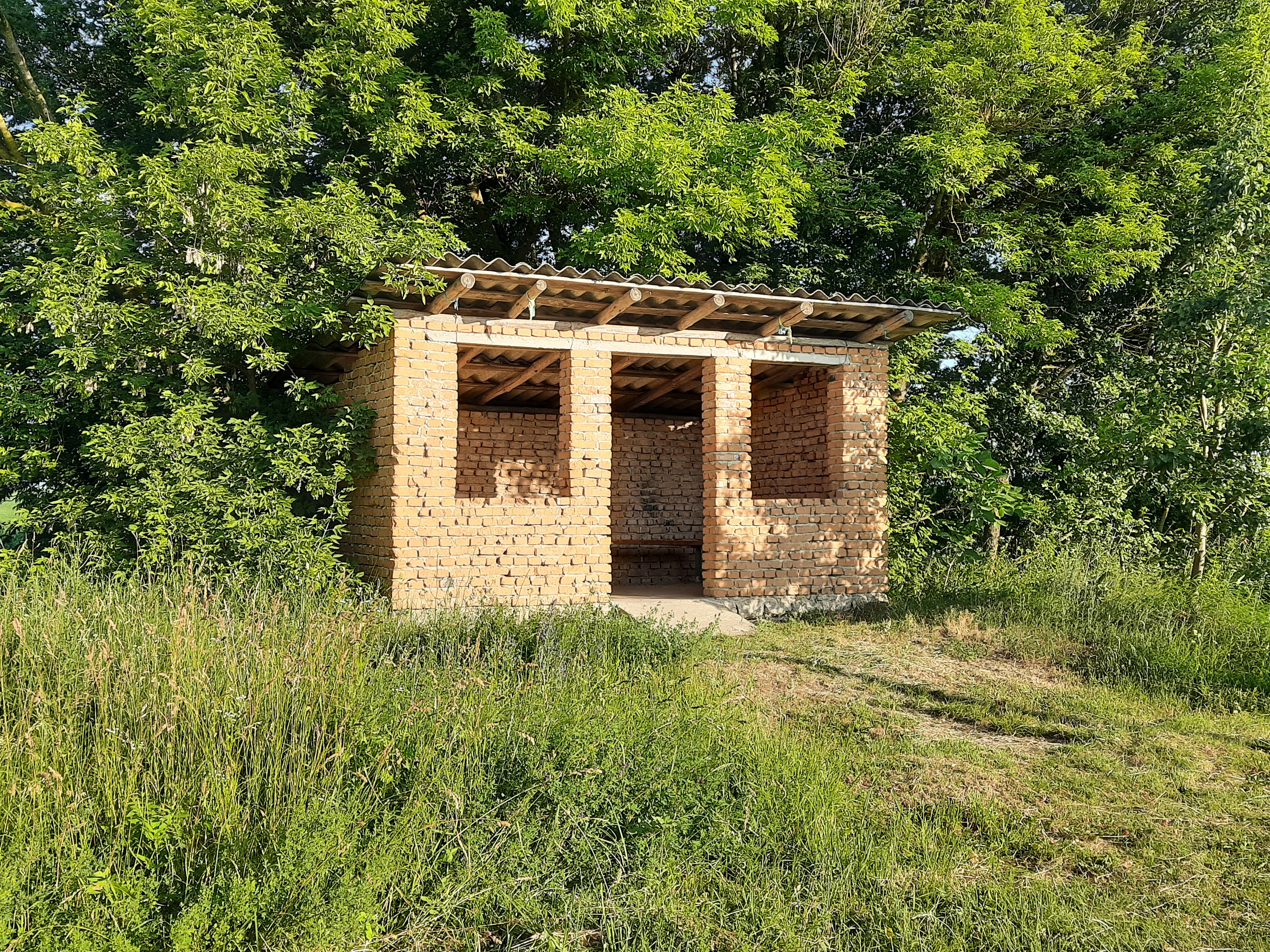
Автобусна зупинка на околиці
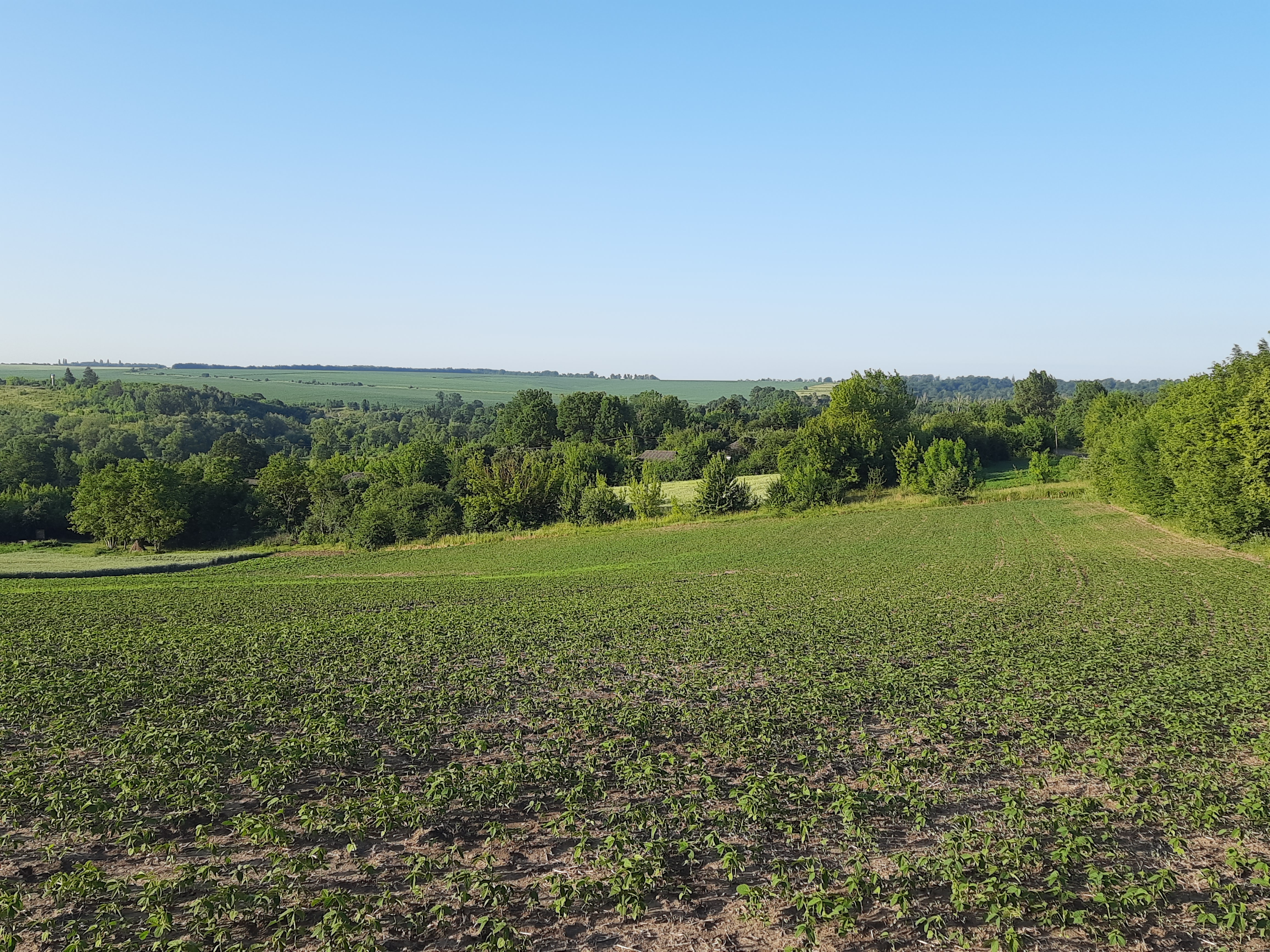
Краєвид біля села